# Сант-Агата-дель-Бьянко
Сант-Агата-дел-Бьянко (итал. Sant’Agata del Bianco) — коммуна в Италии, располагается в регионе Калабрия, подчиняется административному центру Реджо-Калабрия.
Население составляет 715 человек, плотность населения составляет 40 чел./км². Занимает площадь 18 км². Почтовый индекс — 89030. Телефонный код — 0964.
Покровительницей коммуны почитается святая Агата, празднование 5 февраля.